# Wilhelm Hauff
Wilhelm Hauff (Stuttgart, 29 de noviembre de 1802 - ibídem, 18 de noviembre de 1827) fue un escritor alemán de la época Biedermeier, miembro de la escuela suaba de poesía. 

## Biografía
Su padre era el secretario de gobierno de Stuttgart y tras sus estudios de teología en la Universidad de Tubinga, trabajó como tutor de los niños del ministro de guerra de Wurtemberg, el general Ernst Eugen von Huegel (1774-1849), para quienes escribió varios cuentos que reunió y publicó en un Almanaque de cuentos en 1826; le seguirían dos Almanaques más. Al mismo tiempo frecuentaba el círculo literario de poetas suabos dirigido por Justinus Kerner. Su primera novela fue El hombre de la luna (1825), publicada bajo pseudónimo. Inspirado por las novelas históricas de sir Walter Scott, escribió él una con el título de Lichtenstein (1826) que adquirió gran popularidad en Alemania y particularmente en Suabia, pues trataba del periodo más interesante de la historia de esta región, bajo el gobierno del duque Ulrich von Württemberg (1487-1550). También destacó escribiendo parodias. Falleció a la edad de veinticinco años, solo unos meses después de su matrimonio, de fiebre tifoidea.

## Obras

### Cuentos
- Märchen als Almanach, 1825
- Die Karawane, 1825
- Der Scheik von Alessandria und seine Sklaven (Rahmenerzählung),  1826
- Das Wirtshaus im Spessart, 1827
- Das kalte Herz

### Novelas
- Lichtenstein (1826)

### Sátiras
- Der Mann im Mond oder Der Zug des Herzens ist des Schicksals Stimme, 1825
- Mittheilungen aus den Memoiren des Satan, 1825/1826
- Controvers-Predigt über H. Clauren und den Mann im Mond, gehalten vor dem deutschen Publikum in der Herbstmesse, 1827

### Relatos cortos
- Othello (1826)
- Die Sängerin (1826)
- Die Bettlerin von Pont des Arts (1827)
- Jud Süß (1827)
- Die letzten Ritter von Marienburg
- Das Bild des Kaisers
- Phantasien im Bremer Ratskeller, ein Herbstgeschenk für Freunde des Weines (1827)
- Die Bücher und die Lesewelt
- Freie Stunden am Fenster
- Der ästhetische Klub
- Ein Paar Reisestunden